# Jaimito y compañía
Jaimito y compañía, o simplemente Jaimito, fue una serie de historietas creada por Palmer para su propia colección de cuadernos de la Editorial Valenciana en 1943. Emblema al año siguiente de la revista "Jaimito", fue continuada por otros dibujantes, entre los que destacan José Soriano Izquierdo, Jesús Liceras y sobre todo Karpa. Consta esta serie de aventuras humorísticas más o menos extensas con un toque fantástico, siempre dirigidas a un público infantil.

## Trayectoria editorial
"Aventuras de Jaimito" surgió como una colección de cuadernos en 1943, obra de Palmer. Al año siguiente, su protagonista encabezó la revista "Jaimito", haciéndose cargo José Soriano de la misma.
A partir de 1952, la serie fue dibujada también por Jesús Liceras, pero sobre todo por Karpa, quien la desarrolló junto al guionista Vicente Tortajada. Ambos abandonaron cualquier representación crítica de la vida familiar y laboral de los progenitores de Jaimito (como pudiera ser característico de la escuela Bruguera) para centrarse en la pura aventura infantil.

## Argumento y personajes
La pandilla de Jaimito y compañía, dedicada a los juegos típicos de su edad, se compone de:
- El propio Jaimito, cabecilla de la misma;
- Tejeringo, espigado y calvo,
- Bolita, gordo y tragón, y, en menor medida,
- Rosquilleta, la niña.

Don Camorra, un adulto de barba espesa, dotado de un rapé que le otorga poderes mágicos, siempre está ideando planes para dañar a la pandilla o arruinar sus juegos. Afortunadamente, sus artimañas nunca tienen éxito, terminando escaldado en cada aventura. Don Camorra, al que los niños suelen referirse como "el Barbas" cuenta con cómplices. Su hermano Tontilón, que es una réplica exacta del mismo físicamente y, sobre todo, el loro Plumero, que habla a la perfección y comparte sus ideas.

## Valoración
Jaimito es una serie insólita en el tebeo clásico español, pues, al contrario que en Zipi y Zape o La terrible Fifí, es el adulto quien perturba la tranquilidad de los niños. En estas aventuras, Don Camorra representa un papel parecido al de los ogros en los cuentos infantiles.